# یوسدال
شهر یوسدال (به سوئدی: Ljusdal) در ناحیه شهری یوسدال در کشور سوئد واقع شده‌است. جمعیت این شهر ۱۱۵۰٫۳۶  نفر است.